# Rhagium bifasciatum
Rhagium bifasciatum là một loài bọ cánh cứng trong họ Cerambycidae.

## Hình ảnh

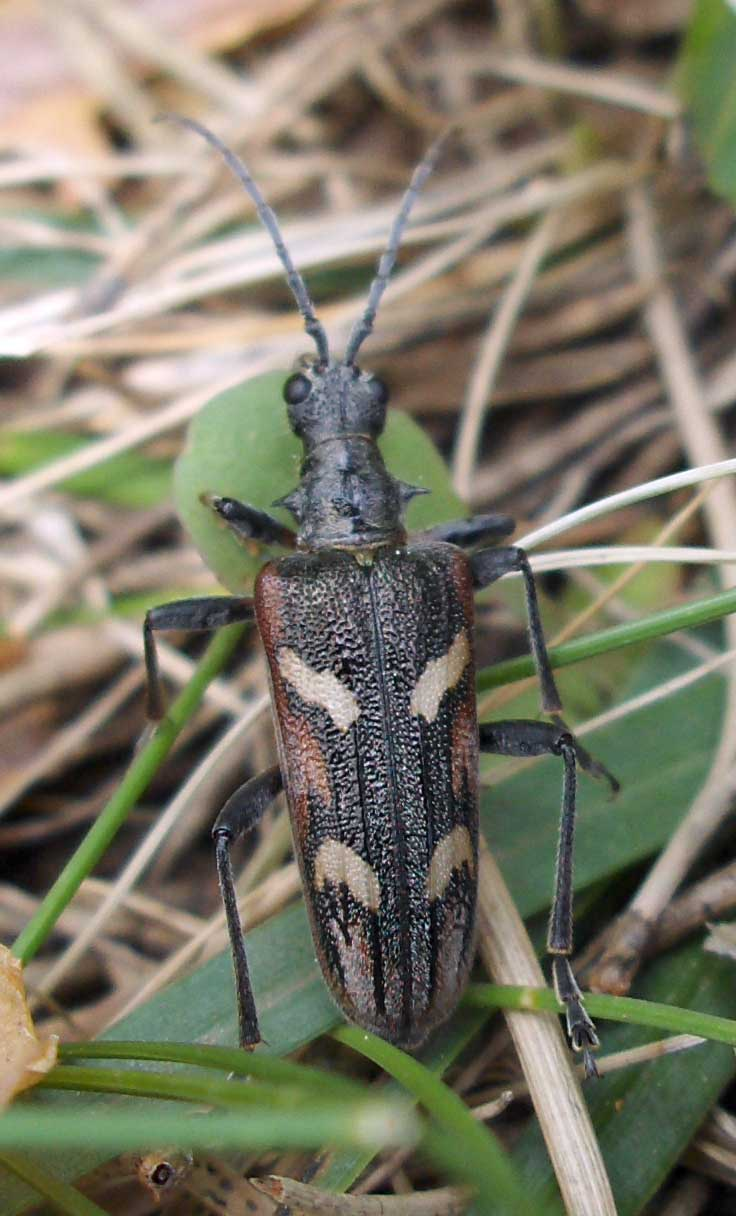
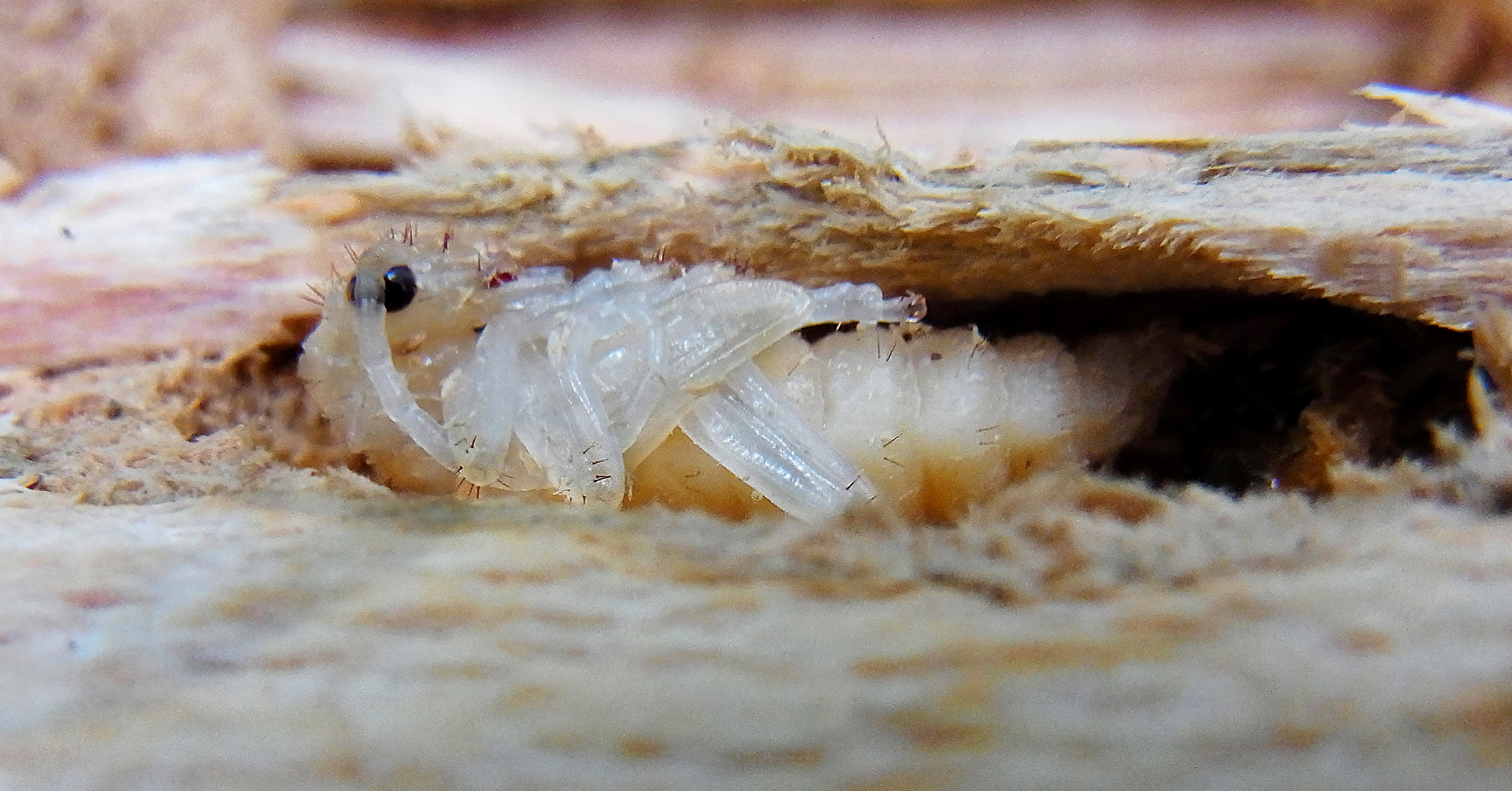